# Cal Canalde (Cervera)
L'Habitatge al carrer Major, 73 és una casa de Cervera (Segarra) inclosa a l'Inventari del Patrimoni Arquitectònic de Catalunya.

## Descripció
Habitatge fet de carreus, de tres plantes. La planta baixa presenta dos grans portals d'arc carpanell. Aquestes dues portes tenen un marc esculpit a manera de motllura de forma cilíndrica. La primera planta té una gran balconada amb dues portes d'arc carpanell i una barana de ferro forjat que recorre tot el llarg de la façana. La segona planta presenta dos balcons cadascun dels quals té una barana de ferro forjat i una porta sortida de balcó d'arc carpanell.
La planta superior fa funció de golfa i presenta dues finestres el·líptiques. Actualment la façana està arrebossada i pintada.